# Jurij Prichodow
Jurij Kondratjewicz Prichodow (ros. Ю́рий Кондра́тьевич Прихо́дов, ur. 1906, zm. 1989) – radziecki dyplomata.
Członek RKP(b)/WKP(b), 1940 był radcą Misji ZSRR w Mongolii, 1947-1948 szef Wydziału Państw Azji Południowo-Wschodniej Ministerstwa Spraw Zagranicznych ZSRR, od 27 września 1948 do 14 listopada 1951 ambasador nadzwyczajny i pełnomocny ZSRR w Mongolii, 1952-1953 szef Zarządu Kadr MSZ ZSRR i członek Kolegium MSZ ZSRR. Od 28 stycznia 1954 do 25 maja 1960 ambasador nadzwyczajny i pełnomocny ZSRR w Bułgarii.